# Biddlesden Abbey

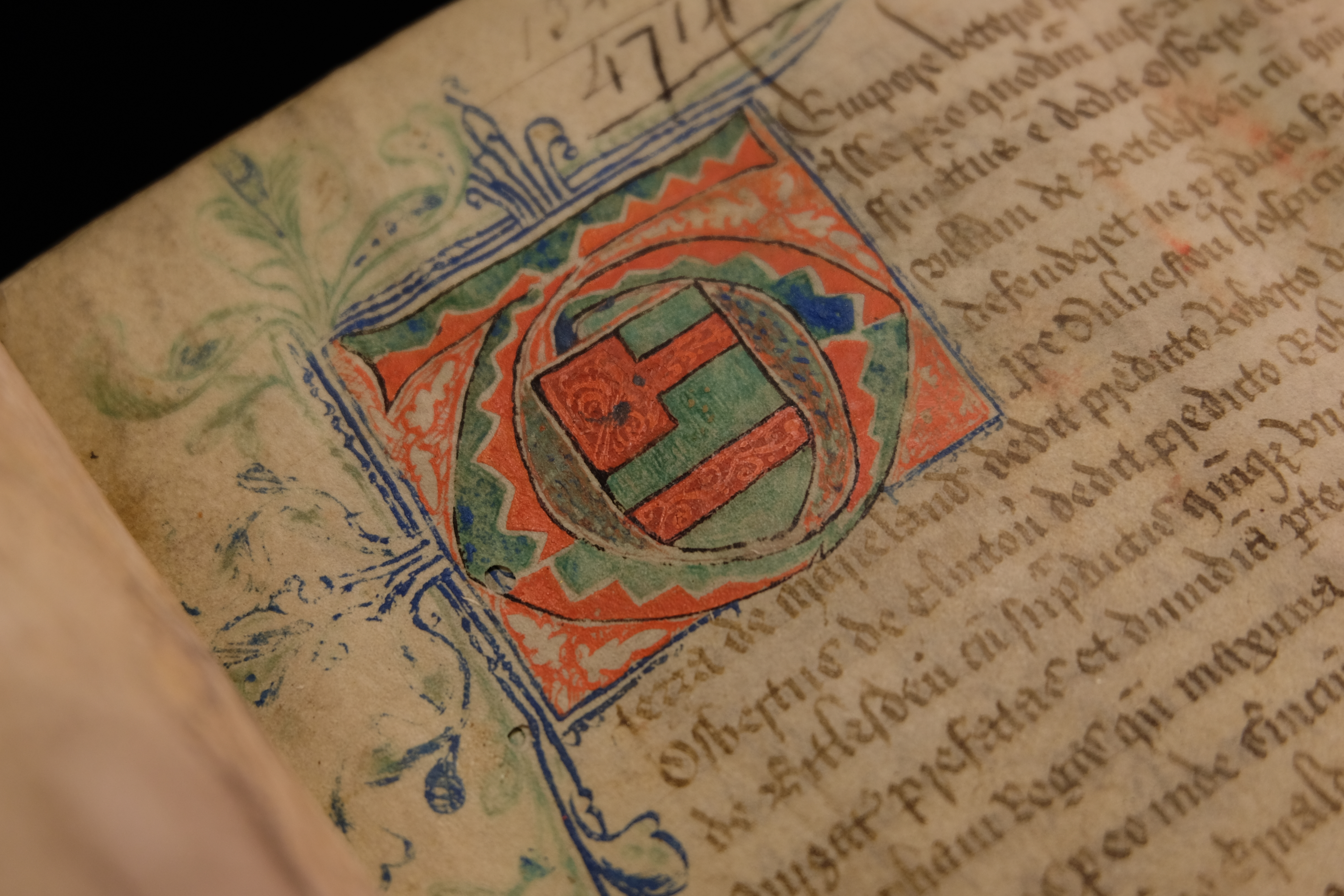
Biddlesden Abbey, erste Initiale im Kopialbuch

Biddlesden Abbey (Bitlesdenum) ist eine ehemalige Zisterziensermönchsabtei im heutigen Ort Biddlesden in Buckinghamshire in England, rund 18 km westlich von Milton Keynes und 5 km nordwestlich von Brackley.

## Geschichte
Das Kloster wurde 1147 von Ernald de Bosco (Arnold de Bois), dem Seneschall des Earls von Leicester, als Tochterkloster von Garendon Abbey gestiftet, der auch in der Klosterkirche begraben wurde, und gehörte damit der Filiation von Cîteaux an. 1302 wurde die Abtei unter königlichen Schutz gestellt. Das Kloster blieb immer klein und beherbergte 1535 nur 11 Mönche. Zur Zeit der Auflösung wurde sein Jahreseinkommen mit 125 Pfund bewertet. Das Kloster entging gleichwohl der ersten Auflösungswelle im Jahr 1536 und wurde erst 1538 aufgelöst, zunächst an Thomas Lord Wriothesley übertragen und dann von Sir Thomas Peckham aufgekauft, der unter Einbeziehung von Teilen des Klosters ein Herrenhaus errichten ließ. Die Klosterkirche verfiel dem Abbruch. 1731 wurde auch das Herrenhaus abgebrochen und ein neues (Biddlesdon Park) wurde von der Familie Sayers errichtet. Das Gelände ist Privatbesitz und nicht öffentlich zugänglich.

## Bauten und Anlage
Von dem Kloster sind keine Reste erhalten.